# Linie (Grande-Pologne)
Pour les articles homonymes, voir Linie.
Linie (prononciation : [ˈliɲe]) est un village polonais de la gmina de Lwówek dans le powiat de Nowy Tomyśl de la voïvodie de Grande-Pologne dans le centre-ouest de la Pologne.
Il se situe à environ 10 kilomètres au nord-ouest de Lwówek (siège de la gmina), à 20 kilomètres au nord de Nowy Tomyśl (siège du powiat) et à 60 kilomètres à l'ouest de Poznań (capitale régionale).

## Histoire
De 1975 à 1998, le village faisait partie du territoire de la voïvodie de Poznań.

Depuis 1999, Linie est situé dans la voïvodie de Grande-Pologne.
Le village possède une population de 279 habitants en 2007.